# الاتحاد الوطني للمثليين
الفيدرالية الوطنية للمثليين (بالإنجليزية: National LGBT Federation)‏ (NXF) هي منظمة غير حكومية في دبلن، جمهورية أيرلندا، تركز على حقوق الأشخاص المثليين، والمثليات، ومزدوجي التوجه الجنسي، والمتحولين جنسيا.
يشتمل المجلس الحالي (اعتبارًا من عام 2019) على ما يلي: الرئيسة كارولين كين، وبريندان بيرن، وكلير إيغان، وستيف جاك، وأدم لونغ، وماري مكوليف، والدكتور كريس نون، وأندريا روكا، وستيف ساندز. شغل الناشطة النسوية والمثلية أيلبي سميث منصب رئيسة المنظمة لسنوات عديدة.

## التاريخ
تأسست المنظمة باسم الفيدرالية الوطنية لمثلي الجنس (بالإنجليزية: National Gay Federation)‏ (NGF) في عام 1979. استأجرت مبنى في تيمبل بار، دبلن وأنشأت مركز هيرشفيلد، أول مركز مجتمعي شامل ومتكامل للمثليين، سمي على اسم الطبيب الألماني البارز وعالم الجنس، ماغنوس هيرشفلد. تضمن المركز مساحة للاجتماعات، ومقهى، وسينما 16 مم كاملة الأوتوماتيكية، وسير هيرشفيلد. أقام المركز ناديًا للشباب، وناديًا للأفلام، ومجموعة نسائية، تمول جميعها من قِبل فليكرز، ديسكو المجتمع التابع للمركز. في عام 1981، شارك أعضاء الفيدرالية الوطنية لمثلي الجنس في أول مؤتمر وطني للمثليين تم تنظيمه بواسطة «كورك غاي كولكتيف» (بالإنجليزية: Cork Gay Collective)‏. في 4 نوفمبر 1987، تسبب حريق في إتلاف مركز هيرشفيلد.
في سبتمبر 1990، صوت مجلس الفيدرالية الوطنية لمثلي الجنس لتعديل اسمه إلى الفيدرالية الوطنية للمثليين والمثليات (بالإنجليزية: National Lesbian and Gay Federation)‏ (NLGF). وأيد التغيير 84% من أعضاء الفيدرالية الوطنية للمثليين. دخل تغيير الاسم حيز التنفيذ في 1 يناير 1991. في عام 2000، تم تأسيس الفيدرالية الوطنية للمثليين والمثليات كمنظمة محدودة لا تهدف للربح بضمان وحصلت على صفة الجمعية الخيرية.
في فبراير 2014، تم تغيير اسم الفيدرالية الوطنية للمثليين والمثليات إلى الفيدرالية الوطنية للمثليين والمثليات (بالإنجليزية: National LGBT Federation)‏ أو (NXF) كاختصار. كما تم الكشف عن شعار جديد. تم الإعلان عن ذلك في حدث في دبلن يحتفل بمرور 35 عامًا على وجود المنظمة.

## المنشورات

### الهوية
من 1982 إلى 1984، نشر الفيدرالية الوطنية لمثلي الجنس «الهوية» (بالإنجليزية: Identity)‏، أول مجلة أدبية للمثليين في أيرلندا. تم تحريرها من قبل المخرج السينمائي كيرون هيكي، لم يكن المنشور مربحًا وتوقف عن النشر في مارس 1984، بعد إصداره الثامن.

### آوت
من عام 1984 إلى عام 1988، نشرت مجلة الفيدرالية الوطنية لمثليي الجنس مجلة «آوت» (بالإنجليزية: Out)‏، وهي أول مجلة للمثليين والمثليات في أيرلندا. على عكس مجلة الهوية، تم توزيع مجلة آوت من قبل «إيسون». ومن بين المساهمين نيل مكافيرتي، توني والش، نوالا أو'فاولين وثوم مكغينتي. تم تأجيل الإصدار الأخير في أكتوبر 1988 حيث رفضت طابعات المجلة، وهما كارلو ناشيونال ولينستر تايمز، طباعة العدد السابق بسبب إعلان هجومي مزعوم حول لعمل الصحي المثلي للجنس الآمن بين الرجال المثليين.

### أخبار مجتمع المثليين
في 10 فبراير 1988، نشرت الفيدرالية الوطنية لمثليي الجنس أخبار مجتمع المثليين، وهي جريدة تصدر في 8 صفحات. شغل توني والش منصب رئيس التحرير المؤسس.
في عام 1997، انتقلت الفيدرالية الوطنية للمثليين والمثليات وأخبار مجتمع المثليين من مركز هيرشفيلد إلى مركز آوتهاوس إل جي بي تي، الواقع في شارع ويكلو في دبلن. عندما نقلت آوتهاوس مكاتبها إلى كابل ستريت في دبلن 1، في عام 2001، انتقلت أخبار مجتمع المثليين إلى مقرها الخاص في سكارلت راو في دبلن 8.
استلمت المجلة التمويل في عام 2002 من قبل الخيرية الأطلسية للسماح الفيدرالية الوطنية للمثليين والمثليات للبدء في تطوير أخبار مجتمع المثليين كمجلة مجدية تجاريا.

## الأرشيف الأيرلندي الكويري
في عام 1980، أنشأ أعضاء الفيدرالية الوطنية لمثلي الجنس «أرشيف مجتمع المثليين»، وهي مجموعة أرشيفية من المواد والأدب المرتبطة بمجتمع المثليين والمثليات ومزدوجي التوجه الجنسي والمثحولين جنسيا في أيرلندا وهو سابقة للأرشيف الأيرلندي الكويري.
أتاح الانتقال من مركز هيرشفيلد في عام 1997 الأرشيف الأيرلندي الكويري لفتح مكتب عام صغير.
في ديسمبر 1999، قام مجلس إدارة الفيدرالية الوطنية للمثليين والمثليات بتعيين مجموعة عمل الأرشيف الأيرلندي الكويري، تضم أكاديميين ومؤرخين وكتاب.

## جوائز المثليين والمثليات
جوائز المثليين والمثليات (GALAs) عبارة عن حفل سنوي لتوزيع الجوائز في أيرلندا يتم تكريم الأفراد والمنظمات المثليين فيه. تشمل الفئات:
- أهم مدون/موقع في العام
- أهم مذيع/صحفي في العام
- أهم رجل أعمال في العام
- أهم منظم المجتمع في العام
- أهم صاحب عمل في العام
- أهم ناشط دولي في العام
- أهم الفنان/الاستعراضي الأيرلندي في العام
- أهم شخصية سياسية مثلية الجنس في العام
- أهم حدث وطني في العام
- أهم ناشط نويل والش لفيروس نقص المناعة في العام
- شخصية العام
- أهم حدث إقليمي في العام
- أهم تنظيم تطوعي في العام
- أهم تطوع في العام

### الفائزون السابقون

#### 2011[3]
- ملكة جمال أيرلندا البديلة
- كيريان كونواي
- كورك متعة عطلة نهاية الأسبوع للمرأة
- إيما دونوغيو
- بولا غيلمور
- غلوريا
- غريبنباو
- آي بي إم
- ايرلندا صباحا
- بايسارن ليكهيتبريتشاكول
- مامان بوليت
- مورين لوني
- المساواة في الزواج
- ماري ماك أليس

#### 2010[4]
- دارينا برينان
- مارتينا ديفلين
- ليديا فوي
- الشرطة الأيرلندية
- جيمي غولدينج
- الترعرع كشخص مثلي
- جويل غوستاف نانا نغونغانغ
- ديفيد نوريس
- فخر الشمال الغربي
- QueerID.com
- بيلي رابيت
- كولم تويبن

#### 2009[5]
- إيفانا باسيك
- الانتماء إلى
- كأس بينغهام 2008
- مارغريت جيل
- غايليك
- غوغل
- إل جي بي تي نويز*
- جاكي ماكيون
- بانتي (روري أو'نييل)
- ميك كوينلان
- نويل والش *
- كاثرين زابون وآن لويز غيليغان

(* = الفائزون المشتركون)